# Gernot Watzl
Gernot Watzl (* 25. März 1985 in Linz) ist ein österreichischer Handballspieler.

## Karriere
Watzl begann in der Jugend durch seinen Bruder Stefan Watzl beim HC Linz Handball zu spielen. 2001 rückten die beiden Brüder in die erste Mannschaft der Oberösterreicher auf. Mit den Linzern nahm der 1,84 Meter große Rückraumspieler zweimal am EHF-Cup teil. Zwischen 2009/10 und 2014/15 lief er für Bregenz Handball auf. Mit den Landeshauptstädtern konnte er 2009/10, 2010/11, 2011/12, 2013/14, 2014/15 erneut am EHF-Cup und 2009/10, 2010/11 an der Qualifikation für die EHF Champions League teilnehmen. Ab Juni 2015 lief Watzl für den Alpla HC Hard auf. Durch eine Verletzung an der Achillessehne konnte Watzl in der Saison 2015/16 nur wenige Spiele bestreiten. Seit der Saison 2016/17 ist der Linzer als Trainer beim Hc Hohenems in der Landesliga Württemberg aktiv.

## HLA-Bilanz
| Saison    | Verein           | Spielklasse | Tore | 7-Meter        | Feldtore |
| --------- | ---------------- | ----------- | ---- | -------------- | -------- |
| 2008/09   | HC Linz AG       | HLA         | 121  | 3/3            | 118      |
| 2009/10   | Bregenz Handball | HLA         | 69   | 23/33          | 46       |
| 2010/11   | Bregenz Handball | HLA         | 35   | 16/19          | 19       |
| 2011/12   | Bregenz Handball | HLA         | 89   | 25/31          | 64       |
| 2012/13   | Bregenz Handball | HLA         | 98   | 46/52          | 52       |
| 2013/14   | Bregenz Handball | HLA         | 90   | 34/47          | 56       |
| 2014/15   | Bregenz Handball | HLA         | 22   | 9/12           | 13       |
| 2015/16   | Alpla HC Hard    | HLA         | 10   | 0/0            | 10       |
| 2008–2016 | gesamt           | HLA         | 534  | 156/197 (79 %) | 379      |

## Erfolge
- 2× Österreichischer Meister (mit Bregenz Handball)